# Jack Daniel’s

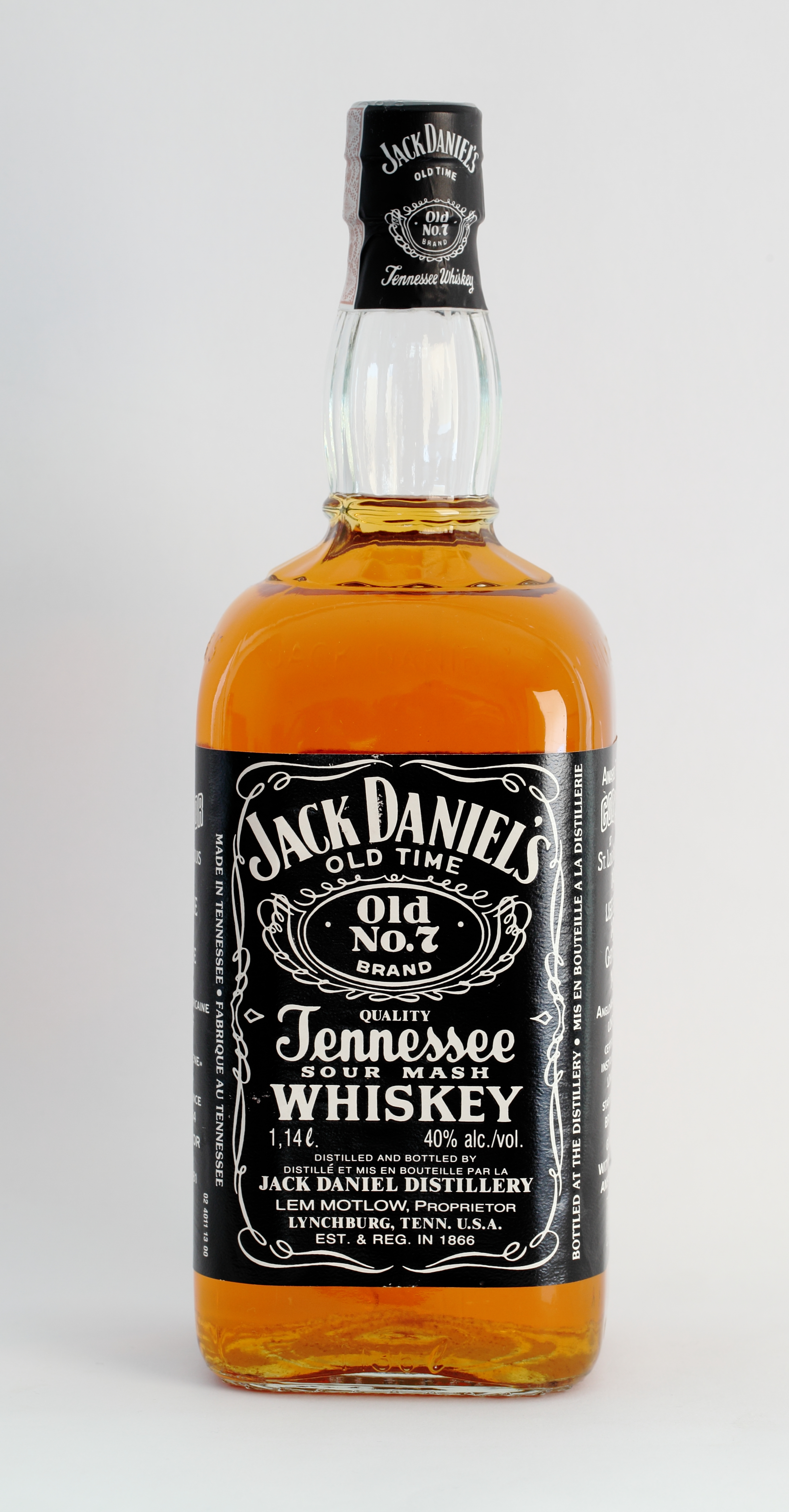
Jack Daniel’s Old No.7 in der in Kanada verkauften Sondergröße mit 1,14 Liter

Jack Daniel’s ist der Markenname eines Tennessee-Whiskeys aus der Kleinstadt Lynchburg in Tennessee, USA. Die Marke gehört dem Brown-Forman-Konzern. Mit einer Produktion von etwa 90 Millionen Litern im Jahr ist Jack Daniel’s die meistverkaufte amerikanische Whiskeymarke weltweit und konkurriert mit der schottischen Whiskymarke Johnnie Walker um den Titel des meistverkauften Whiskeys aus allen Ländern.

## Geschichte

### Anfänge

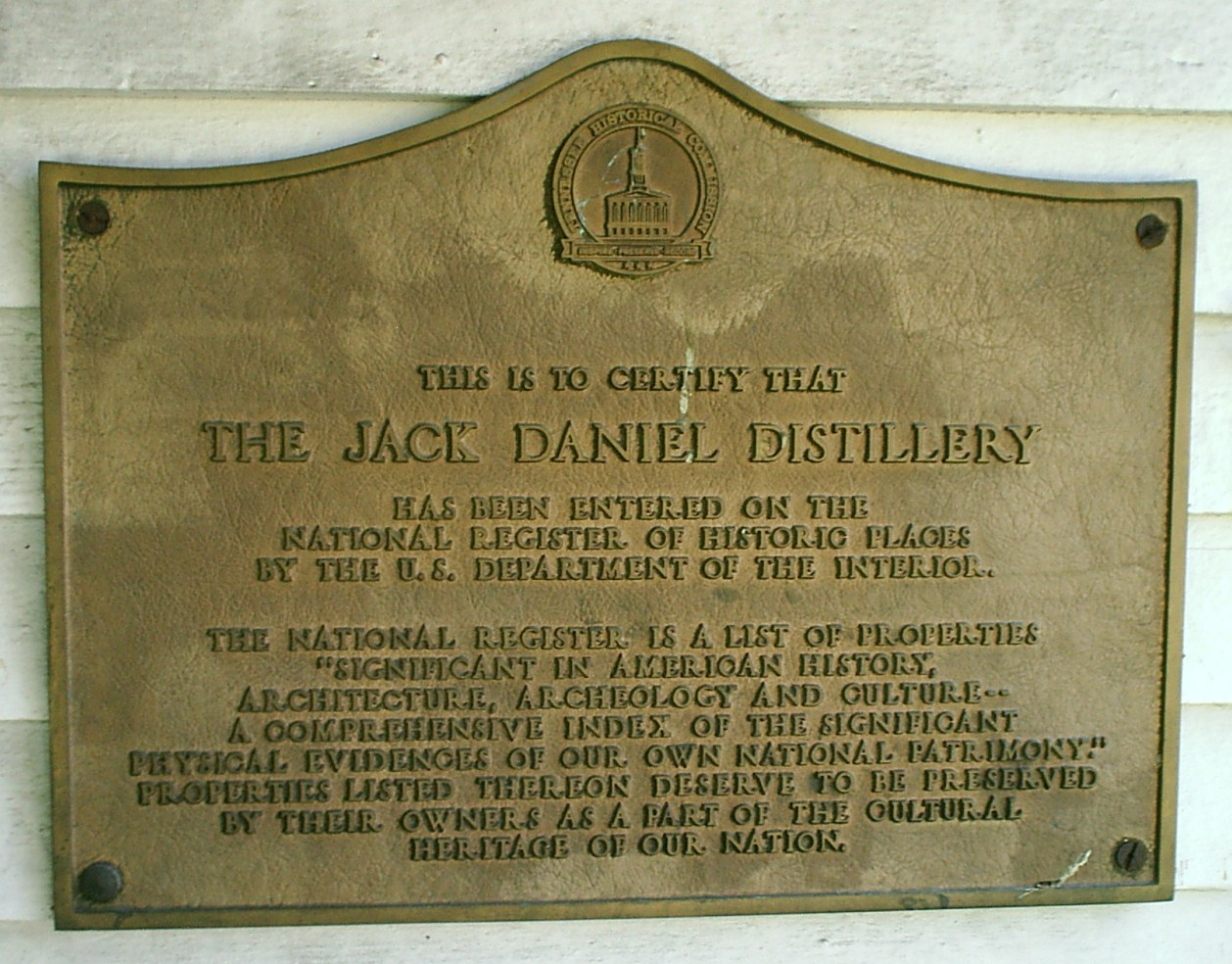
Gedenktafel der Jack Daniel Distillery

Jasper Newton „Jack“ Daniel wurde um 1846 in eine Großfamilie geboren. Im Alter von 14 kaufte er seine erste Brennblase von Dan Call, einem ortsansässigen Priester und Whiskeybrenner. Jüngeren Darstellungen der Firmengeschichte zufolge beriet Calls Sklave Nearis Green Daniel bei der Whiskeyherstellung. Den ersten selbsthergestellten Whiskey verkaufte Daniel in der Nachbarschaft. 1866 erwarb er Land bei Lynchburg in Tennessee und errichtete dort seine erste Destillerie, die Jack Daniel Distillery. 1866 wurde das Unternehmen „Jack Daniel’s“ als erste Destillerie in das Handelsregister eines US-Bundesstaates aufgenommen.
Daniel begann sich selbst zu vermarkten; er kleidete und benahm sich wie ein Gentleman aus den Südstaaten im frühen 19. Jahrhundert. Der ungewöhnlich kleine und schmale Daniel trug einen weiten weißen Strohhut, wie er für Südstaaten-Plantagenbesitzer üblich gewesen war, einen Gehrock, bunte Westen und einen sorgfältig gepflegten Ziegenbart. Das Outfit war schon im späten 19. Jahrhundert aus der Zeit gefallen und deshalb umso erfolgreicher in der Werbung. Der so porträtierte Jack Daniel ist bis heute ein wichtiges Marketinginstrument für den Konzern.
1880 stieg Daniels Neffe Lem Motlow in die Brennerei ein, der schon bald das Unternehmen mit führte. 1907 übergab Daniel das Unternehmen wegen seines schlechten Gesundheitszustands an seinen Neffen und seinen Cousin Dick Daniel, da er selbst keine Kinder hatte. Daniel starb 1911 an den Folgen einer Blutvergiftung. Lem Motlow kaufte Dicks Anteil und vererbte das Unternehmen an seine Söhne Reagor, Robert, Daniel und Clifford.

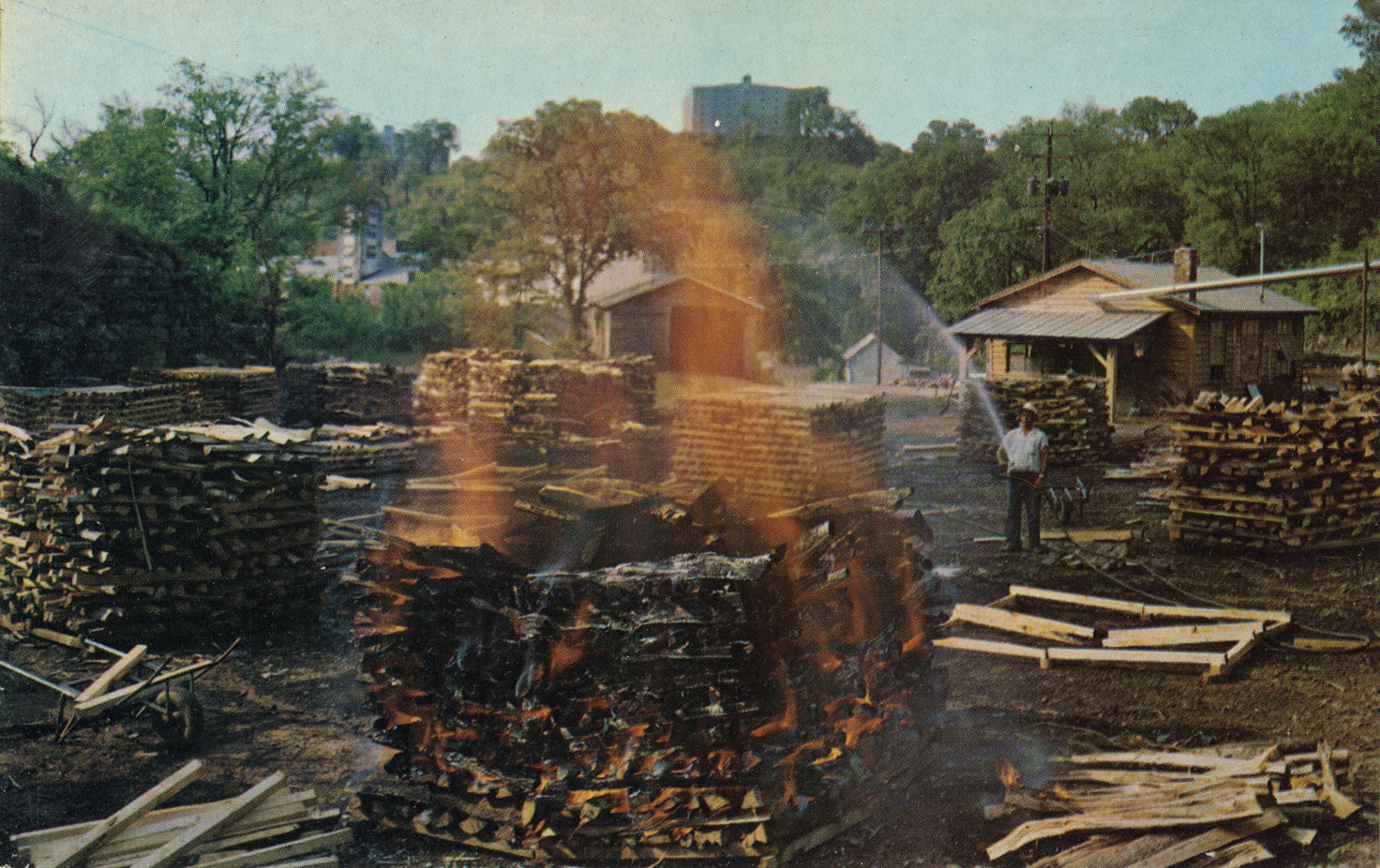
Herstellung von Holzkohle für Jack Daniel’s in den 1930ern

Jack Daniel’s filterte seinen Whiskey schon früh durch Holzkohle. Das Verfahren ist seit der Antike bekannt, um Flüssigkeiten von Unreinheiten zu befreien; der erste, der dies vermutlich für die Whiskey-Herstellung anwendete, war der Jack-Daniel’s-Angestellte Alfred Eaton. Das Verfahren war in den Frühzeiten der Whiskey-Herstellung weit verbreitet, wird heute in großem Maßstab jedoch nur noch von Jack Daniel’s und George Dickel angewendet. Ursprünglich wurde Jack Daniel’s, wie anderer Bourbon Whiskey auch, in Fässern oder Tonkrügen mit Korkverschlüssen verkauft. 1870 wechselte die Destillerie auf Flaschen, das typische Design mit quadratischen Flaschen entstand 1895.
1904 nahm das Unternehmen an der Weltausstellung 1904 in St. Louis teil und gewann dort eine Goldmedaille; ein Erfolg, den das Unternehmen 1905 in Brüssel wiederholen konnte, was zum Popularitätsschub der Marke beitrug. 1910 führte Tennessee die Prohibition ein. Die Destillerie zog nach St. Louis in Alabama, bevor sie 1920 wegen der US-weit eingeführten Prohibition den Betrieb ganz einstellte. Da der Bundesstaat Tennessee deutlich länger an der Prohibition festhielt als die meisten anderen Staaten, nahm Jack Daniel’s erst nach Ende des Zweiten Weltkriegs die Produktion wieder auf. 1947 starb Lem Motlow, und das Unternehmen fiel an seine Kinder. Diese starteten die erste US-weite Anzeigenkampagne für Jack Daniel’s, um aus der ursprünglich lokalen und regionalen Marke ein bundesweit agierendes Unternehmen zu machen. Bis dahin hatte sich das Geschäft vor allem durch Mundpropaganda und gelegentliche regionale Anzeigenkampagnen entwickelt. Mit der sich ausweitenden Marketingarbeit durch die Motlow-Kinder kamen überregional beachtete Zeitungsartikel hinzu, wie etwa 1951 eine lange Story im Fortune Magazine, die Jack Daniel’s als Getränk für Prominente wie William Faulkner, Winston Churchill oder John Huston darstellte. Auch Frank Sinatra wurde als Anhänger des Drinks genannt, der ihn als „Nektar der Götter“ bezeichnete.

### Verkauf an Brown-Forman 1956 und Aufstieg zur Weltmarke
Im Gegensatz zu den meisten Whiskeymarken und Destillerien, die seit dem 19. Jahrhundert oft den Besitzer wechselten, wurde Jack Daniel’s nur ein einziges Mal verkauft. Die Großneffen von Jack Daniel, die Motlow-Brüder, verkauften das Unternehmen 1956 an den Konzern Brown-Forman. Die Motlows leiten das Unternehmen weiter, und Reagor Motlow bekam einen Platz im Aufsichtsrat von Brown-Forman.
Von Beginn der 1950er- bis in die 1970er-Jahre hinein war die Nachfrage nach Jack Daniel’s stets größer als das Angebot. Im Gegensatz zu anderen Herstellern musste Jack Daniel’s nicht mit den Abnehmern verhandeln, wie viel sie abnehmen wollten, sondern konnte ihnen im Wesentlichen Mengen zuteilen. Begleitet wurde dies von einer intensiven Anzeigenkampagne, die mit der Begrenztheit warb und Slogans hatte wie Wir bitten Sie lieber um Geduld als um Vergebung [für schlechten Whiskey].
Gleichzeitig erhöhte die Destillerie die Produktion. 1970 riss Brown-Forman das alte Destilleriegebäude ab und baute an gleicher Stelle eine neuere und deutlich größere Anlage. Seit 1973 gab es erstmals keine Nachfrageengpässe mehr und der Verkauf verdreifachte sich bis 1986. Bis dahin war Jack Daniel’s weltweit vertreten. Nachdem Jack Daniel’s über Jahrzehnte nur ein Produkt herstellte, Jack Daniel’s No.7, führte die Brennerei in den 1980er-Jahren einen zweiten Whiskey ein: Gentleman Jack, der zweimal gefiltert wird und dadurch noch weicher schmeckt. 1997 wurde der Single Barrel eingeführt; man reagierte damit auf den Trend zu hochpreisigen, limitierten Whiskeysorten. In den 2000er-Jahren war die Einführung fertig gemixter Longdrinks in Dosen wie etwa Whiskey Cola wichtig für die Marke. 2011 kam mit Jack Daniel’s Tennessee Honey der erste Whiskeylikör ins Programm. 2011 verkaufte die Marke 10,6 Millionen Kästen.

## Herstellung

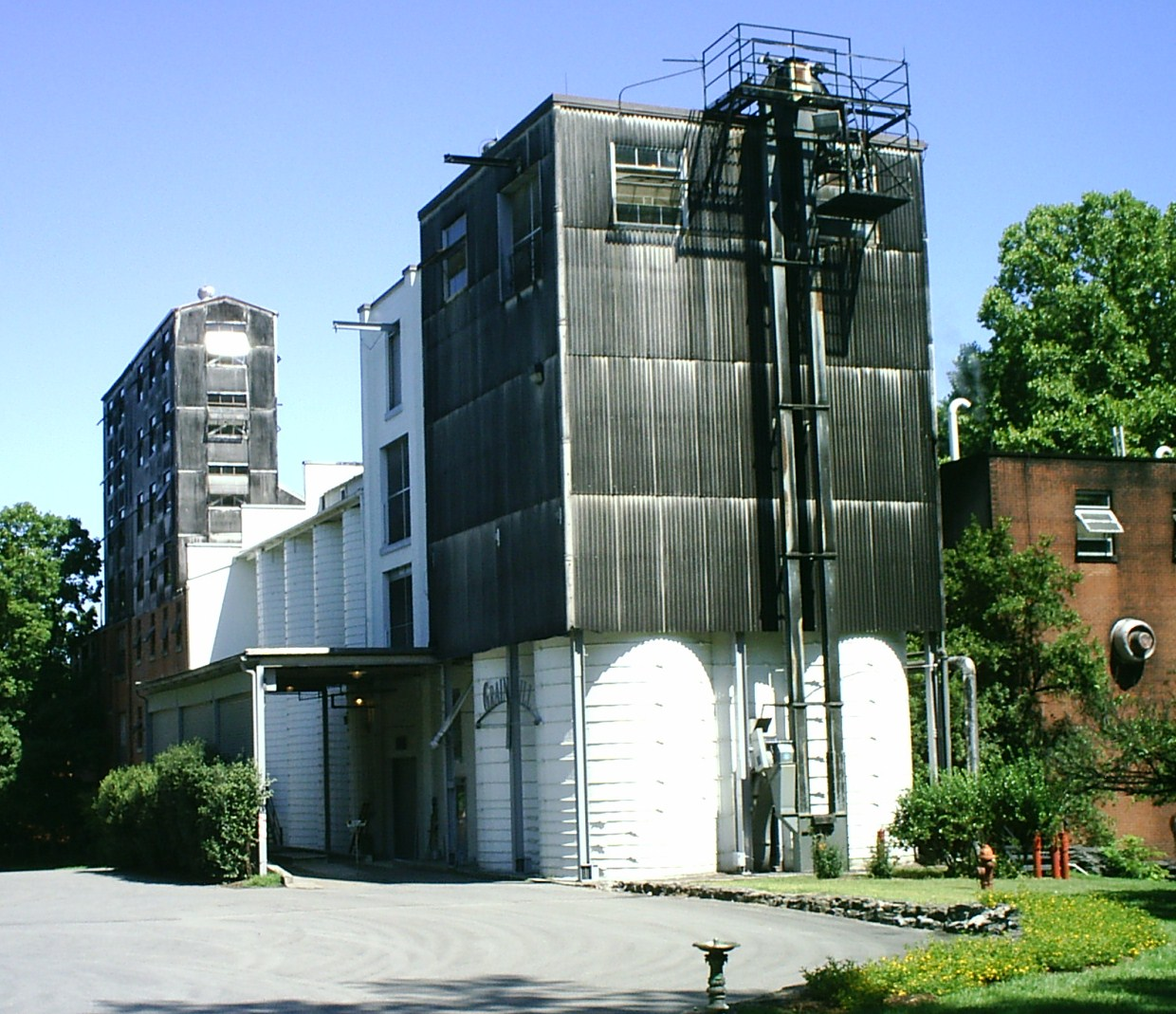
Destilleriegebäude

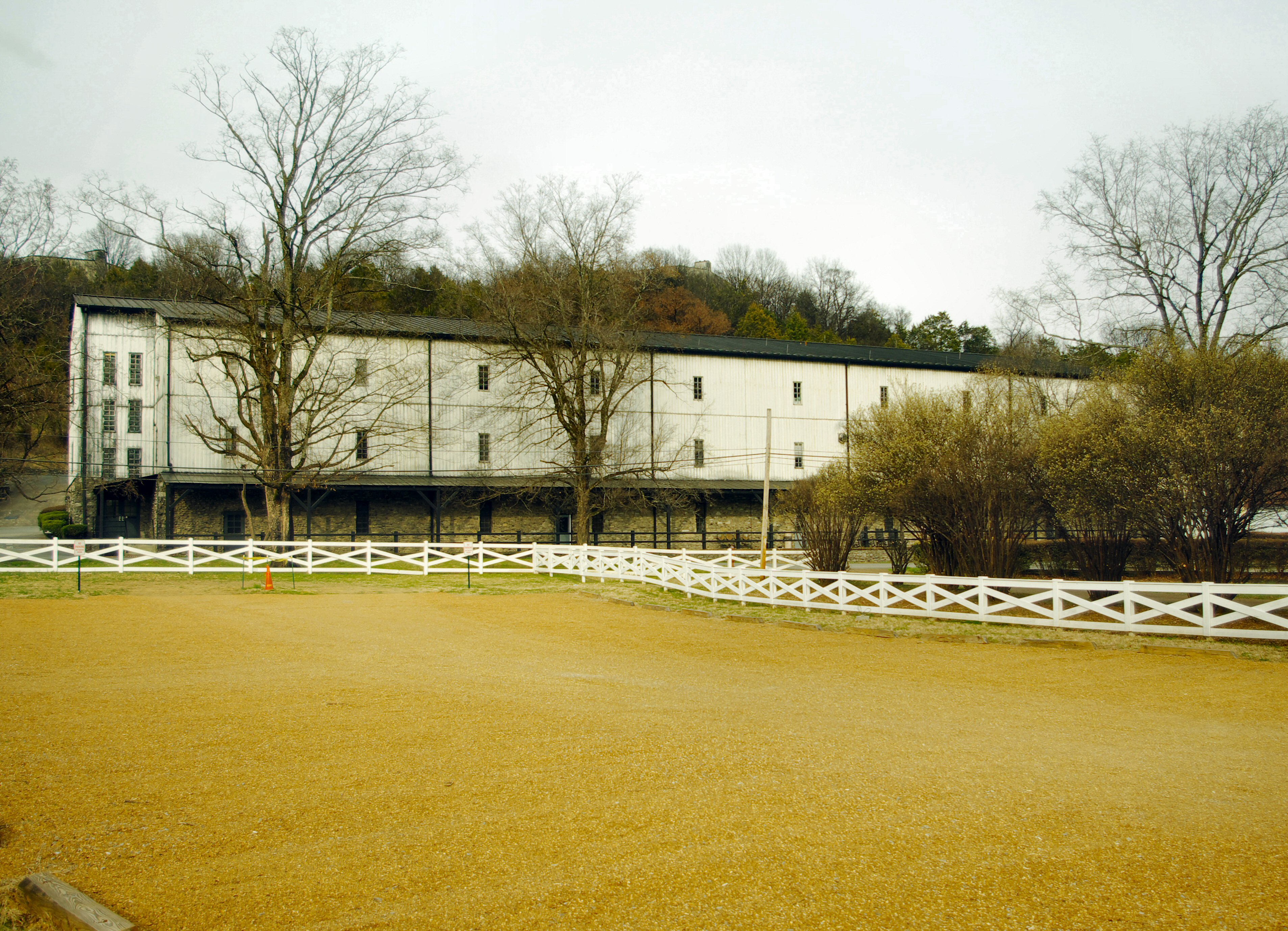
Eines von 67 Lagerhäusern

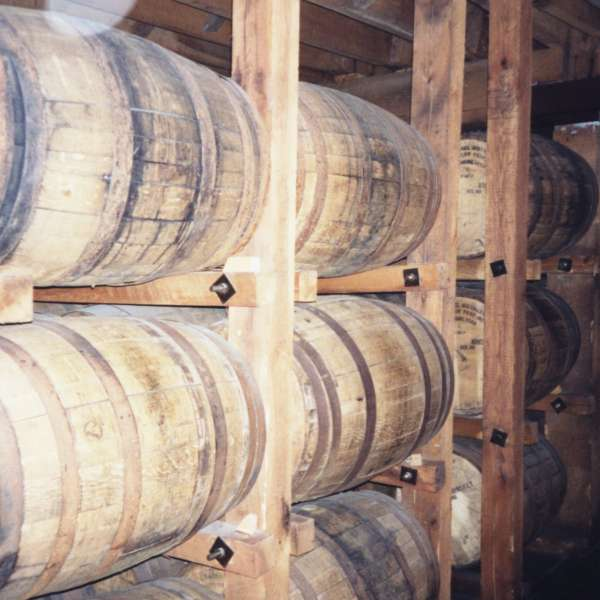
In einem Lagerhaus

Jack Daniel errichtete seine Destillerie an diesem Platz, weil das Wasser der hier entspringenden Kalksteinquelle – wie das Wasser in großen Teilen Kentuckys und Tennessees – gut für die Herstellung von Whiskey beschaffen ist; unter anderem ist es eisenfrei. Grundsätzlich wird Jack Daniel’s dabei wie andere Bourbon Whiskeys auch hergestellt. Die Maische, aus der Jack Daniel’s hergestellt wird, hat einen Maisanteil von 80 %, was für einen Bourbon ein sehr hoher Anteil ist, die restlichen Anteile sind 12 % Roggen und 8 % Gerste. Brown-Forman nutzt für die Herstellung von Jack Daniel’s wie die meisten anderen Bourbon-Destillerien auch „saure Maische“, das heißt, jedem neuen Gärvorgang, bei dem die Maische zum sogenannten Distiller’s Beer vergoren wird, wird Maische aus dem letzten hinzugefügt. Die darin enthaltenen Milchsäurebakterien sorgen für einen niedrigen pH-Wert in der Maische, was das Wachstum anderer Bakterien verhindert und der Hefe gute Lebensbedingungen bietet.
Eine Besonderheit an Tennessee Whiskeys ist die Benutzung des Lincoln County Process – einer Filterung durch Holzkohle. Nach Angaben von Jack Daniel’s sorgt diese für den typischen Geschmack und die Milde. Bei diesem Filterverfahren sickert der Whiskey ungefähr zwölf Tage lang tropfenweise durch eine etwa drei Meter dicke Schicht aus Holzkohle, die auf dem Gelände der Destillerie aus Zucker-Ahorn hergestellt wird.
Die Effekte, die der Lincoln County Process erzeugt, ähneln denen, die auch bei der Lagerung im Holzfass entstehen. Im Fass benötigt es allerdings länger, um dies zu erreichen: Durch diese Filterung werden dem Whiskey die unerwünschten Fettanteile entzogen, die bei jeder Herstellung von Branntwein entstehen, grobe Aromabestandteile werden ausgefiltert, und der Whiskey nimmt Aromen aus der Holzkohle auf. Anschließend wird das Getränk in ausgebrannte Weißeichenfässer abgefüllt. Diese Fässer lagern mehrere Stockwerke hoch in speziellen Gebäuden, den Barrel Houses. Nach frühestens vier Jahren wird der Whiskey in Flaschen abgefüllt. Die Filterung durch Holzkohle wenden auch zwei andere Hersteller von Tennessee Whiskey an, George Dickel und Collier and McKeel; seit 2013 ist sie vor allem auf Betreiben des Jack-Daniel’s-Mutterkonzerns Brown-Forman auch gesetzlich vorgeschrieben, um einen Tennessee Whiskey herzustellen. Mehrere andere Hersteller von Bourbon filtern ebenso durch Holzkohle. Meist geschieht dies aber nach der Reifung und nicht wie bei Jack Daniel’s davor; während Jack Daniel’s einmal durch eine drei Meter dicke Schicht Holzkohle läuft, nutzen die meisten anderen Hersteller eine dünnere Schicht, durch die der Whiskey mehrfach läuft.

## Anlagen

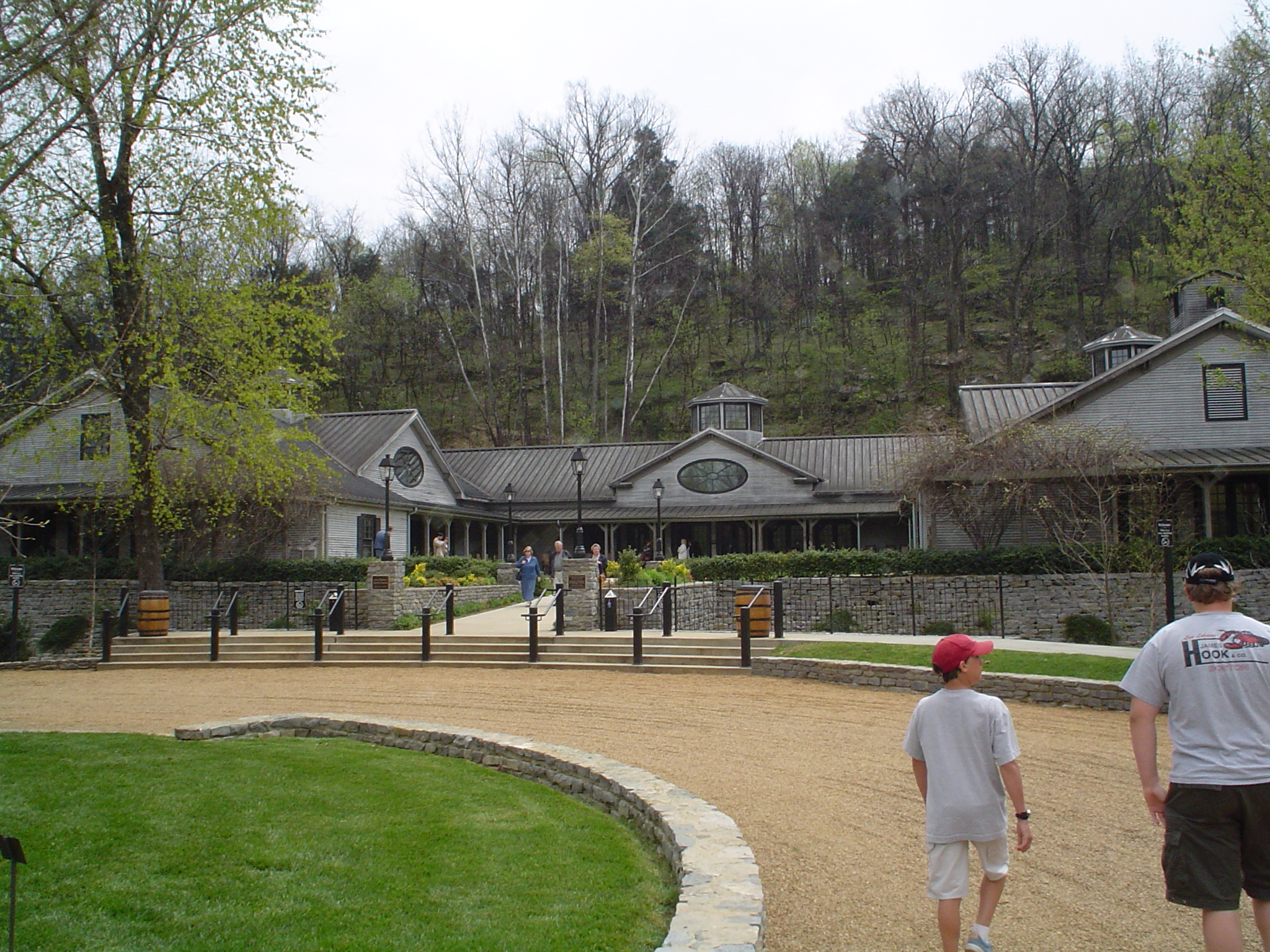
Das im Jahr 2000 fertiggestellte aktuelle Besucherzentrum

Die Destillerie befindet sich an ihrem Ursprungsort in Lynchburg, Tennessee. Dort ist seit den 1970er-Jahren auch ein Besucherzentrum mit angeschlossenem Seminar- und Tagungszentrum vorhanden. Pro Jahr kommen mehr als 250.000 Menschen dorthin.
Die Stadt Lynchburg ist heute noch eine Dry Town, das heißt, dass hier Verkauf und Ausschank von alkoholischen Getränken verboten sind, nur im Besucherzentrum darf aufgrund einer eigens vom Senat erteilten Erlaubnis Whiskey in Flaschen verkauft, aber nicht verzehrt werden. Der größte Teil der 67 Lagerhäuser, in denen etwa 190 Millionen Liter Whiskey reifen, liegt abseits der Besucherströme mehrere Kilometer entfernt.

## Bourbon
Tennessee Whiskey ist eine Variante des Bourbon Whiskeys und könnte als solcher verkauft werden. Das Unternehmen vermarktet das Produkt jedoch als Tennessee Whiskey und vermeidet die Bezeichnung „Bourbon“. Die Begriffe „Bourbon“ und „Tennessee-Whiskey“ schließen sich jedoch nicht aus; Jack Daniel’s erfüllt alle lebensmittelrechtlichen Kriterien der Definition von Bourbon (zum Beispiel: hergestellt in den USA aus einer Maismaische).

## Sorten
- Am bekanntesten ist der Black Label (Jack Daniel’s Old No.7). Der Alkoholgehalt der in Deutschland vertriebenen Flaschen wurde von 43 % seit Ende der 1990er-Jahre auf inzwischen 40 % reduziert. In Kanada wurde auch eine Sondergröße mit 1,14 l vertrieben.
- Beim 1997 eingeführten Single Barrel wählt der Master Distiller spezielle Whiskeyfässer aus. Der Inhalt wird unvermischt in Flaschen abgefüllt. Jede Flasche ist handsigniert und mit der Nummer des Fasses versehen, aus dem sie abgefüllt worden ist. Der Alkoholgehalt beträgt 45 %. Abfüllungen für den US-Markt haben einen Alkoholgehalt von 47 %.[1]
- Der in den 1980er-Jahren eingeführte Gentleman Jack ist ein Whiskey, der zweimal durch die Holzkohle gefiltert wird – einmal vor dem Reifen im Fass und noch einmal danach. Er hat einen Alkoholgehalt von 40 %.
- Green Label ist ein vierjähriger Whiskey mit 40 % Alkoholgehalt, dessen Fässer in den kühleren Bereichen des Barrel Houses gelagert worden sind. Diese befinden sich in den unteren Ebenen und eher in der Mitte des Hauses. Durch diese Lagerung atmet das Holz der Fässer anders. Über Jahrzehnte war Green Label neben dem Black Label das einzige Produkt von Jack Daniel’s.[3]
- Der Jack Daniel’s Master Distiller No.1 ist eine limitierte Sonderabfüllung, die zu Ehren der sieben Master Distiller der Firmengeschichte auf den Markt gebracht wurde. Es ist die erste Edition aus einer limitierten Serie, die insgesamt sieben Flaschen umfasst. Die 1,0-l-Flasche wird in einer schwarzen Kartonverpackung verkauft. Der Alkoholgehalt beträgt 43 %.
- Tennessee Honey ist ein Likör, der durch eine Mischung aus Whiskey und einem Honiglikör entsteht. Er wird seit 2011 in den USA und seit Mai 2013 in Deutschland vertrieben.[14] Er hat einen Alkoholgehalt von 35 %.
- Tennessee Fire ist ein Likör, der durch eine Mischung aus Whiskey und einem Zimtlikör entsteht. Er wird seit 2016 in Deutschland vertrieben.[15] Er hat einen Alkoholgehalt von 35 %.
- Tennessee Apple ist ein in Deutschland im März 2020 erschienener Mix-Likör aus Jack Daniel’s Old No.7 und Apfel-Likör. Der Alkoholgehalt beträgt 35 %.[16]
- Jack Daniel’s stellt diverse vorgemixte Longdrinks in Dosen her, wie etwa Whiskey mit Cola oder Ginger Ale.[17]

## Marketing
Die Gestaltung der Flasche hat sich seit dem frühen 20. Jahrhundert wenig verändert. Typisch für Jack Daniel’s sind die viereckige Flasche und der schwarz-weiße Schriftzug, die inzwischen von zahlreichen Konkurrenten kopiert wurden.
Die grundlegende Marketingstrategie von Jack Daniel’s besteht seit 1956 und hat dazu beigetragen, die Marke von einer Whiskeymarke unter vielen zum bestverkauften amerikanischen Whiskey zu machen. Das Grundmotiv der Strategie liegt in einer Betonung der Herkunft aus einer Kleinstadt der amerikanischen Südstaaten. In den 1950er-Jahren, als Jack Daniel’s mit intensiver Werbung begann, waren Anzeigen für Whiskey meist großformatige farbige Anzeigen, die eine Flasche Whiskey zusammen mit weiteren Luxusgegenständen und meist noch Männer im Smoking, zeigte. Unter Marketingchef Art Hancock setzte Jack Daniel’s hingegen auf kleinere Anzeigen in schwarz-weiß, die die Brennerei und das Leben der Leute in Lynchburg, Tennessee, in normalen Arbeitssituationen porträtierten und konnte sich so als authentisch und zu seinen Werten stehend positionieren. Gleichzeitig verkaufte das Unternehmen Jack Daniel’s durchgehend zu einem Premiumpreis, der über dem der Mitbewerber lag.
Die Herausforderung für das Marketing liege dabei darin, „klein, nachbarschaftlich und zugänglich zu wirken, während gleichzeitig für die größte Bourbonmarke weltweit geworben wird“. Konsumenten sollen an eine Marke denken, in der „ehrliche Menschen mit Ruhe, Stolz und Sorgfalt an der Herstellung des Whiskeys arbeiten“. Die Grundmotive der Werbestrategie sind seit über 50 Jahren unverändert. Eine besondere Rolle spielen dabei Lynchburg, der Heimatort Jack Daniels, das in der Werbung als archetypische amerikanische Kleinstadt porträtiert wird, und eine starke Betonung der Gründerpersönlichkeit Jack Daniel.

## Rezeption
Jack Daniel’s ist weltweit der bestverkaufte amerikanische Whiskey und hat über die Jahrzehnte eine breite öffentliche Rezeption gefunden. Beispielsweise wurde Frank Sinatra mit einer Flasche Jack Daniel’s begraben, das Cover der kollektiven Autobiographie der Rockband Mötley Crüe schmückt eine Flasche, die als Abwandlung der Jack-Daniel’s-Flasche zu erkennen ist, und die Popsängerin Kesha singt im Song Tik Tok, dass sie sich mit Jack Daniel’s die Zähne putze.
Die US-amerikanische Country-Sängerin Miranda Lambert besang Jack Daniel’s im gleichnamigen Lied auf dem ersten Album Miranda Lambert aus dem Jahr 2001. Die US-amerikanische Rockband Brownsville Station hat der Whiskeymarke in ihrem 1977 veröffentlichten Song My Friend Jack ein musikalisches Denkmal gesetzt. Der Song handelt von einem Mann, der seinen Liebeskummer mit einer Flasche Jack Daniel’s bewältigt, woraus sich eine lebenslange „Freundschaft“ ergibt.
Die deutsche Punk-/Hardrock-Band Local Bastards widmete dem Whiskey das 2013 erschienene Lied Oh Jacky. Darin heißt es beispielsweise „Ich habe heute noch ein Treffen mit meinem Freund Old No.7“. Die US-amerikanische Band The Devil Makes Three veröffentlichte 2002 mit dem Song Old Number Seven ebenfalls eine Ode an Jack Daniel’s.